# Любицино
Люби́цино (Любишино; бел. Любі́цына / Любішына) — озеро в Лепельском районе Витебской области Белоруссии. Относится к бассейну реки Дива.

## Описание
Озеро Любицино находится в 30 км к северо-востоку от города Лепель. На северо-западном берегу расположена деревня Двор-Суша.
Площадь зеркала составляет 0,35 км², длина — 1,05 км, наибольшая ширина — 0,43 км. Длина береговой линии — 2,73 км. Наибольшая глубина — 5,6 м, средняя — 3,8 м. Объём воды в озере — 1,33 млн м³. Площадь водосбора — 1,25 км².
Котловина термокарстового типа, овальной формы, вытянутая с севера на юг. Высота склонов составляет преимущественно 10—16 м, на севере и юго-востоке понижаясь до 1—4 м. Северо-восточный и западный склоны понизу крутые, распаханные.
Береговая линия относительно ровная. Берега низкие (высотой до 0,2 м), местами торфянистые, поросшие кустарником. Южный берег сливается со склонами котловины. Вдоль юго-западного участка формируются сплавины.
Подводная часть котловины имеет корытообразную форму. Мелководье сложено песчаными отложениями. Глубины до 2 м занимают 17 % площади озера. Глубже дно покрыто кремнезёмистым сапропелем. Максимальная глубина отмечается на удалении примерно в 170 м от западного берега, напротив южной окраины деревни Двор-Суша.
Минерализация воды составляет 270—290 мг/л, прозрачность — 1,5 м. Водоём эвтрофный, слабопроточный. Озёра Любицино и Островки соединены узкой протокой.
Вдоль берега произрастают тростник и камыш, формирующие узкую полосу шириной до 5 м. До глубины 2,5 м озеро зарастает рдестами, кувшинками, урутью.
В воде обитают лещ, щука, окунь, плотва, краснопёрка, уклейка, густера, линь и другие виды рыб.